# جو فيتزباتريك
جو فيتزباتريك (بالإنجليزية: Joe Fitzpatrick)‏ (20 أغسطس 1997 بولفرهامبتن في المملكة المتحدة - ) هو لاعب كرة قدم بريطاني في مركز الوسط. لعب مع نادي مانسفيلد تاون.

## وصلات خارجية
- جو فيتزباتريك على موقع قاعدة بيانات كرة القدم.إي يو (الإنجليزية)
- جو فيتزباتريك على موقع Soccerbase.com (لاعب) (الإنجليزية)
- جو فيتزباتريك على موقع Soccerway.com (الإنجليزية)